# Daniel Kerr (Politiker)

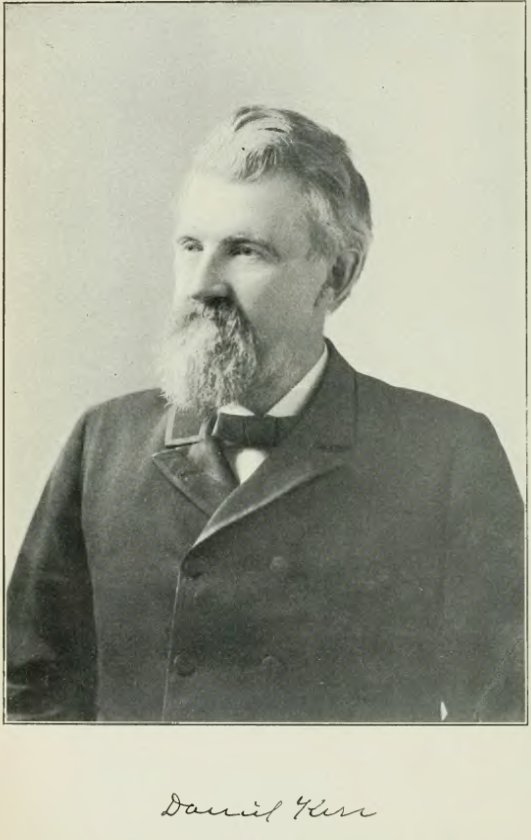
Daniel Kerr

Daniel Kerr (* 18. Juni 1836 bei Dalry, North Ayrshire, Schottland; † 8. Oktober 1916 in Grundy Center, Iowa) war ein US-amerikanischer Politiker. Zwischen 1887 und 1891 vertrat er den Bundesstaat Iowa im US-Repräsentantenhaus.

## Werdegang
Im Jahr 1841 kam Daniel Kerr mit seinen Eltern in die Vereinigten Staaten. Die Familie ließ sich im Madison County in Illinois nieder. Dort besuchte er die öffentlichen Schulen. Danach absolvierte er im Jahr 1858 das McKendree College. Nach einem anschließenden Jurastudium und seiner im Jahr 1862 erfolgten Zulassung als Rechtsanwalt begann er in Edwardsville in seinem neuen Beruf zu praktizieren. Seit August 1862 nahm er als Leutnant und später als Oberleutnant einer Infanterieeinheit aus Illinois am Bürgerkrieg teil.
Politisch war Kerr zunächst Mitglied der Republikanischen Partei. Im Jahr 1868 wurde er in das Repräsentantenhaus von Illinois gewählt. Im Jahr 1870 zog Kerr nach Grundy Center in Iowa, wo er ebenfalls als Rechtsanwalt arbeitete. 1875 wurde er dort Schuldirektor und 1877 Bürgermeister. Im Jahr 1883 war Kerr Abgeordneter im Repräsentantenhaus von Iowa. 1886 wurde er im fünften Wahlbezirk von Iowa in das US-Repräsentantenhaus in Washington, D.C. gewählt. Dort trat er am 4. März 1887 die Nachfolge von Benjamin T. Frederick an. Nach einer Wiederwahl im Jahr 1888 konnte er bis zum 3. März 1891 zwei Legislaturperioden im Kongress absolvieren. Im Jahr 1890 verzichtete Kerr auf eine erneute Kandidatur.
In den Jahren 1888 und 1896 war Daniel Kerr Delegierter zu den Republican National Conventions, auf denen Benjamin Harrison und später William McKinley als Präsidentschaftskandidaten der Partei nominiert wurden. Danach arbeitete er wieder als Rechtsanwalt. Wegen eines Streits um Währungsfragen überwarf sich Kerr mit seiner Partei und trat zu den Demokraten über. Im Jahr 1902 bewarb er sich als deren Kandidat erfolglos um eine Rückkehr in den Kongress.
Zwischen 1909 und 1916 lebte Daniel Kerr in Pasadena (Kalifornien). Er kehrte erst kurz vor seinem Tod im Jahr 1916 nach Grundy Center zurück.